# Föräldraledighet
Föräldraledighet är den ledighet som beviljas av stat och företag i samband med barns födelse och under småbarnstiden. Från att tidigare bara avsett moderns rätt till ledighet blir det nu allt vanligare att även fadern ges någon form av rätt till ledighet. Utformningen av dessa rättigheter skiljer sig mycket åt mellan länder.

## EU
Se även Europeiska sociala stadgan (artikel 8).
Kvinnorna inom EU har, oberoende av vilket land de arbetar i, rätt till minst 14 veckors sammanhängande mammaledighet, med en obligatorisk barnledighet på minst två veckor före och efter förlossningen. Om nödvändigt för mammans hälsa bör hon få andra arbetsuppgifter eller ledigt så länge som nödvändigt. Graviditeten kan inte användas som uppsägningsgrund under mammaledigheten. Lönen under mammaledighet bör minst motsvara sjukdagpenning.
Småbarnsföräldrar har rätt till minst tre månaders föräldraledighet vid barnets födelse eller adoption.
Längden på ledigheterna varierar stort inom EU, med tiderna i Norden längre än genomsnittet. I en del länder motsvarar mamma- eller föräldraledigheten minimikraven; en del länder var tvungna att förlänga ledigheterna i och med minimikraven.

### Belgien
Mammaledigheten är 15 veckor. Föräldraledigheten är 3 månader, enligt EU:s minimikrav.

### Danmark
I Danmark har kvinnliga arbetstagare rätt att vara lediga (vilket i Danmark kallas barselsorlov) från 4 veckor före förväntad förlossning fram till 14 veckor efter förlossning. Pappan har rätt till 2 veckors ledighet under de första 14 veckorna efter förlossningen. Efter de 14 veckorna har bägge föräldrarna möjlighet till 32 veckor med dagersättning. Det kan utsträckas till 40 veckor men då utan ersättning. Det finns ingen generell rätt till betald ledighet vid vård av sjukt barn.

### Finland

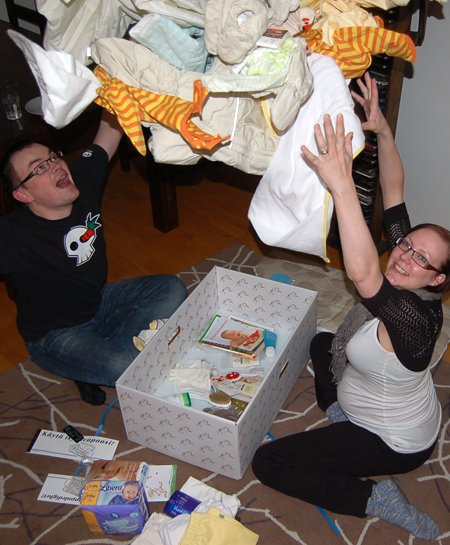
Föräldrar som nyss fått sin "mammalåda".

I Finland har mamman rätt till 105 vardagar (ca 3½ mån) moderskapsledighet. Föräldrarna delar därefter på 158 dagar (drygt 5 mån) föräldraledighet. Föräldraledigheten förlängs vid tidig födsel eller tvillingfödsel.
Fadern har rätt till faderskapsledighet under eller efter moderskapsledigheten, högst 54 vardagar. Mödrar vars arbete är olämpligt vid graviditet, t.ex. på grund av kemikalier, kan få särskild moderskapsledighet före den egentliga moderskapsledigheten.
För dessa familjeledigheter utbetalas moderskapspenning, föräldrapenning, faderskapspenning respektive särskild moderskapspenning. En del av dessa penningar kan helt eller delvis utbetalas oberoende av eventuellt arbete, under deltidsarbete eller under arbete i hemmet. Därtill har familjen rätt till moderskapsunderstöd, som vanligen tas ut i form av moderskapsförpackningen, en låda med babykläder och tillbehör såsom sängkläder och flergångsblöjor. Understödet kan också tas ut som en summa på 140 euro. Moderskapsförpackningen, införd under en tid då spädbarnsdödligheten ännu var hög i Finland, har under senare år fått uppmärksamhet internationellt och en anpassad variant ingår 2017 i vissa biståndsprojekt.
Dagpenningarna är 70, 75 eller 90 % (olika för olika penningar och perioder) av en trehundradel av årsarbetsinkomsten om denna är högst 32 892 euro (2013), därefter en mindre andel.
Efter perioden för föräldraledighet har föräldrarna rätt till vårdledighet tills barnet fyller tre år. Föräldrar till adoptivbarn har rätt till vårdledighet tills två år efter adoptionen, dock högst till skolstarten. Båda föräldrarna kan inte samtidigt vara vårdlediga. Om ett barn sköts hemma betalas statligt hemvårdsstöd på 338,34 euro/månad (med förhöjning om barnen är fler och med möjlighet till ett inkomstberoende vårdtillägg), och många kommuner betalar ett frivilligt tilläggsbelopp, för att avlasta dagvården eller för att locka småbarnsfamiljer.
Tills barnet gått ut andra klass (i vissa fall längre) kan en vuxen i hushållet ha rätt till partiell vårdledighet, det vill säga förkortad arbetstid.
Vid plötslig sjukdom, då barnet inte ännu fyllt tio, har den vuxna eller en förälder rätt till tillfällig vårdledighet på högst fyra dagar.
Annan vuxen i hushållet, i synnerhet annan vårdnadshavare, jämställs med förälder för vissa av förmånerna.

### Polen
I Polen är föräldraledigheten 5 ½ månader, varav två veckor är frivillig pappaledighet.

### Sverige
I Sverige har föräldrarna rätt att vara helt lediga från barnets födelse fram till det är 18 månader. Föräldrapenning kan utbetalas 480 dagar fram till att barnet är 12 år (enbart 96 dagar kan sparas efter barnet fyllt 4 år). Tillfällig föräldrapenning utbetalas vid barnets sjukdom eller ordinarie vårdares sjukdom. Kvinnor har rätt till havandeskapspenning.
De senaste åren har fler pappor tagit ut föräldraledighet. Under 2017 användes 28 % av alla föräldraledighetsdagarna av män och 72 % av dagarna användes av kvinnor.

#### Föräldrapenning för personer som driver aktiebolag i Sverige
För personer som driver aktiebolag beräknas ersättningen på den lön personen tagit ut de senaste 12 månaderna. Är aktiebolaget nystartat grundar försäkringskassan ersättning på det senaste kalenderåret. 

### Tyskland
Mammaledigheten är 14 veckor, enligt EU:s minimikrav. Föräldraledigheten är totalt högst tre år.

## Asien

### Singapore
I Singapore beror längden på föräldraledigheten på ett antal faktorer som anställningsförhållanden, medborgarskap, m.m. För barn som inte är medborgare är mammaledigheten 12 veckor och för singaporianska medborgare 16 veckor. Sedan 1 januari 2017 kan pappor får två veckors betald ledighet.

## Amerika

### Kanada
Föräldraledigheten i Kanada är huvudsakligen knuten till en persons anställning och är en del av den allmänna anställningsförsäkringen. Ledigheten består av två delar: mammaledighet (för den födande föräldern) och föräldraledighet som kan tas ut av båda föräldrarna. Mammaledigheten består av max 15 veckor och kan påbörjas redan före födseln. Föräldraledigheten finns i två versioner, en standardledighet och en förlängd ledighet.
Om föräldrarna väljer att ta ut standardledighet kan de få maximalt 35 veckor betalt under en period på 12 månader, med en ersättning på 55% av den försäkrades inkomst (sedan 2022 högst $638 CAD i veckan i ersättning). Väljer föräldrarna i stället att ta ut den förlängda ledigheten kan de få ut maximalt 61 veckor under en period på 18 månader, då med en ersättning på 33% av den försäkrades inkomst (sedan 2022 är den högsta ersättningen då $383 CAD). Föräldrarna kan dela fritt på föräldraledigheten, men fem veckor är reserverade individuellt för varje förälder.
Det är förbjudet för arbetsgivare att säga upp eller på annat sätt avsluta en anställning medan en person är på föräldraledighet.

### USA
Föräldrar har rätt till 3 månader föräldraledighet vardera, som dock inte behöver vara betald. Eftersom man vanligen kan få anställningen uppsagd utan skäl kan föräldraledighet vägras av arbetsgivare med hot om avsked.